# Lijst van voetbalinterlands Canada - Noord-Macedonië
Deze lijst van voetbalinterlands is een overzicht van alle officiële voetbalwedstrijden tussen de nationale teams van Canada en Noord-Macedonië (dat tussen 1993 en 2019 onder de naam Macedonië speelde). De landen speelden tot op heden twee keer tegen elkaar. De eerste ontmoeting, een vriendschappelijke wedstrijd, werd gespeeld in Toronto op 18 mei 1998. Het laatste duel, eveneens een vriendschappelijk wedstrijd, vond plaats op 14 november 2009 in Strumica.

## Wedstrijden
| № | Plaats   | Datum            | Competitie        | Wedstrijd          | Uitslag |
| - | -------- | ---------------- | ----------------- | ------------------ | ------- |
| 1 | Toronto  | 18 mei 1998      | Vriendschappelijk | Canada – Macedonië | 1 – 0   |
| 2 | Strumica | 14 november 2009 | Vriendschappelijk | Macedonië – Canada | 3 – 0   |

## Samenvatting
| Competitie        | Totaal gespeeld | Winst Canada | Gelijk | Winst Noord-Macedonië | Doelsaldo Canada – Noord-Macedonië |
| ----------------- | --------------- | ------------ | ------ | --------------------- | ---------------------------------- |
| Vriendschappelijk | 2               | 1            | 0      | 1                     | 1 − 3                              |
| Totaal            | 2               | 1            | 0      | 1                     | 1 − 3                              |

Wedstrijden bepaald door strafschoppen worden, in lijn met de FIFA, als een gelijkspel gerekend.

## Details

### Eerste ontmoeting
| Vriendschappelijk (Toronto, Canada, 18 mei 1998): |              | |
| Canada | 1 – 0        | Macedonië |
| Niall Thompson 6' | goals        | |
| Bruce Twamley | bondscoach   | Gjoko Hadžievski |
| Pat Onstad Jeff Clarke 54' Paul Stalteri Richard Hastings 63' Carl Fletcher Jason De Vos Jason Bent Brad Parker Anthony Menezes Robbie Arristodemo 75' Niall Thompson 54' | opstellingen | Gogo Jovčev 53' Mitko Stojkovski 46' Ljupčo Markovski Igor Saša Nikolovski 66' Toni Mičevski Ǵorǵi Hristov Viktor Trenevski Artim Šakiri 38' Dževdet Šainovski Igor Ǵuzelov Srdjan Zaharievski |
| Ante Jazic 54' Dwayne De Rosario 54' Chris Franks 63' Steve Kindel 75' | wissels      | 38' Nedžmedin Memedi 46' Ljubodrag Milošević 53' Milan Stojanovski 66' Goran Lazarevski |
| | gele kaarten | 81' Milan Stojanovski 90+1' Nedžmedin Memedi |
| | rode kaarten | 76' Ǵorǵi Hristov |

### Tweede ontmoeting
| Vriendschappelijk (Strumica, Macedonië, 14 november 2009): |              | |
| Macedonië | 3 – 0        | Canada |
| Goce Sedloski 47' Goran Pandev 59' (pen.) Goran Pandev 90' (pen.) | goals        | |
| Mirsad Jonuz | bondscoach   | Stephen Hart |
| Tomislav Pačovski 85' Nikolče Novevski 66' Goran Popov Igor Mitreski 46' Slavčo Georgievski 77' Veliče Šumulikoski Goran Pandev Ilčo Naumovski 46' Filip Despotovski Vlade Lazarevski 46' Aco Stojkov 59' | opstellingen | Josh Wagenaar Kevin McKenna Michael Klukowski Richard Hastings 67' Paul Stalteri Josh Simpson 64' Atiba Hutchinson Patrice Bernier 88' Julian de Guzman 64' Iain Hume Simeon Jackson |
| Goce Sedloski 46' Besart Ibraimi 46' Robert Popov 46' Dušan Savić 59' Daniel Mojsov 66' Armend Alimi 77' Kristijan Naumovski 85'                                                                          | wissels      | 64' Marcel de Jong 64' Rob Friend 67' Jaime Peters 88' Jonathan Bourgault |
| Daniel Mojsov 69' Dušan Savić 80' | gele kaarten | |
| - Debuut van doelman Kristijan Naumovski (FK Rabotnički) voor Macedonië. |              | |

Canadese voetbalbond · A-internationals · Bondscoaches · Selecties · Statistieken · Canadees vrouwenelftal · Canada U21 · Canada U20 · Canada U19 · Canada U18 · Canada U17
1885 – 1949 ·
1950 – 1969 ·
1970 – 1979 ·
1980 – 1989 ·
1990 – 1999 ·
2000 – 2009 ·
2010 – 2019 ·
2020 − 2029
WK 1986
OS 1904 · 
OS 1976 · 
OS 1984
1885 · 
1886 · 
1887 · 
1888 · 
1889–1903 · 
1904 · 
1905–1923 · 
1924 · 
1925 · 
1926 · 
1927 · 
1928–1936 · 
1937 · 
1938–1956 · 
1957 · 
1958–1967 · 
1968 · 
1969–1971 · 
1972 · 
1973 · 
1974 · 
1975 · 
1976 · 
1977 · 
1978–1979 · 
1980 · 
1981 · 
1982 · 
1983 · 
1984 · 
1985 · 
1986 · 
1987 · 
1988 · 
1989 · 
1990 · 
1991 · 
1992 · 
1993 · 
1994 · 
1995 · 
1996 · 
1997 · 
1998 · 
1999 · 
2000 · 
2001 · 
2002 · 
2003 · 
2004 · 
2005 · 
2006 · 
2007 · 
2008 · 
2009 · 
2010 · 
2011 · 
2012 · 
2013 ·
2014 ·
2015 ·
2016 ·
2017 ·
2018 ·
2019 ·
2020 ·
2021 ·
2022
Amerikaanse Maagdeneilanden ·
Argentinië ·
Armenië ·
Aruba ·
Australië ·
Azerbeidzjan ·
Bahrein ·
Barbados ·
België ·
Belize ·
Bermuda ·
Brazilië ·
Bulgarije · 
Chili ·
China ·
Colombia ·
Congo-Brazzaville ·
Costa Rica ·
Cuba ·
Curaçao ·
Cyprus ·
DDR ·
Denemarken ·
Dominica ·
Duitsland ·
Ecuador ·
Egypte ·
El Salvador ·
Engeland ·
Estland ·
Faeröer · 
Finland ·
Frankrijk ·
Ghana ·
Griekenland ·
Guatemala ·
Haïti ·
Honduras ·
Hongarije ·
Hongkong ·
Ierland ·
IJsland ·
Indonesië ·
Iran ·
Italië ·
Jamaica ·
Japan ·
Joegoslavië ·
Kaaimaneilanden ·
Kameroen ·
Kroatië ·
Libië ·
Luxemburg ·
Maleisië ·
Malta ·
Marokko ·
Mauritanië ·
Mexico ·
Moldavië ·
Nederland ·
Nieuw-Zeeland ·
Nigeria ·
Noord-Ierland ·
Noord-Korea ·
Noord-Macedonië ·
Oekraïne ·
Oezbekistan ·
Oostenrijk ·
Panama ·
Paraguay ·
Peru ·
Polen ·
Portugal ·
Puerto Rico ·
Qatar ·
Saint Kitts en Nevis ·
Saint Lucia ·
Saint Vincent en de Grenadines ·
San Marino ·
Saoedi-Arabië ·
Schotland ·
Singapore ·
Slovenië ·
Sovjet-Unie ·
Spanje ·
Suriname ·
Trinidad en Tobago ·
Tsjechië ·
Tunesië ·
Turkije ·
Uruguay ·
Venezuela ·
Verenigde Staten ·
Wales ·
Wit-Rusland ·
Zuid-Afrika ·
Zuid-Korea ·
Zwitserland
België (2022)
FFM · A-internationals · Bondscoaches · Statistieken · Macedonisch vrouwenelftal · Olympisch elftal · Noord-Macedonië U21 · Noord-Macedonië U20 · Noord-Macedonië U19 · Noord-Macedonië U18 · Noord-Macedonië U17 · Noord-Macedonië U16
1993 – 1999 ·
2000 – 2009 ·
2010 – 2019 ·
2020 − 2029
EK 2020
1993 · 
1994 · 
1995 · 
1996 · 
1997 · 
1998 · 
1999 · 
2000 · 
2001 · 
2002 · 
2003 · 
2004 · 
2005 · 
2006 · 
2007 · 
2008 · 
2009 · 
2010 · 
2011 · 
2012 · 
2013 · 
2014 · 
2015 · 
2016 ·
2017 ·
2018 ·
2019 ·
2020 ·
2021 ·
2022 ·
2023
Albanië ·
Andorra ·
Angola ·
Armenië ·
Australië ·
Azerbeidzjan ·
Bahrein ·
België ·
Bosnië en Herzegovina ·
Bulgarije ·
Canada ·
China ·
Cyprus ·
Denemarken ·
Duitsland ·
Ecuador ·
Egypte ·
Engeland ·
Estland ·
Faeröer ·
Finland ·
Georgië ·
Gibraltar ·
Hongarije ·
Ierland ·
IJsland ·
Iran ·
Israël ·
Italië ·
Jamaica ·
Joegoslavië ·
Kameroen ·
Kazachstan ·
Kosovo ·
Kroatië ·
Letland ·
Libanon ·
Liechtenstein ·
Litouwen ·
Luxemburg ·
Malta ·
Moldavië ·
Montenegro ·
Nederland ·
Nigeria ·
Noorwegen ·
Oekraïne ·
Oman ·
Oostenrijk ·
Paraguay ·
Polen ·
Portugal ·
Qatar ·
Roemenië ·
Rusland ·
Saoedi-Arabië ·
Schotland ·
Servië ·
Slovenië ·
Slowakije ·
Spanje ·
Tsjechië ·
Turkije ·
Verenigde Staten ·
Wales ·
Wit-Rusland · 
Zuid-Korea ·
Zweden
Nederland (2021) · 
Oekraïne (2021) · 
Oostenrijk (2021)